# Xylotrechus ranauensis
Xylotrechus ranauensis är en skalbaggsart som beskrevs av Dauber 2003. Xylotrechus ranauensis ingår i släktet Xylotrechus och familjen långhorningar. Inga underarter finns listade i Catalogue of Life.